# Orero
Orero é uma comuna italiana da região da Ligúria, província de Génova, com cerca de 609 habitantes. Estende-se por uma área de 15 km², tendo uma densidade populacional de 41 hab/km². Faz fronteira com Cicagna, Coreglia Ligure, Lorsica, Rezzoaglio, San Colombano Certénoli.

## Demografia
| Variação demográfica do município entre 1861 e 2011                               |
|                                                                                   |
| Fonte: Istituto Nazionale di Statistica (ISTAT) - Elaboração gráfica da Wikipedia |